# 211-es főút
211-es főút (ungarisch für ‚Hauptstraße 211‘) ist eine kurze ungarische Hauptstraße im Stadtgebiet von Salgótarján.

## Verlauf

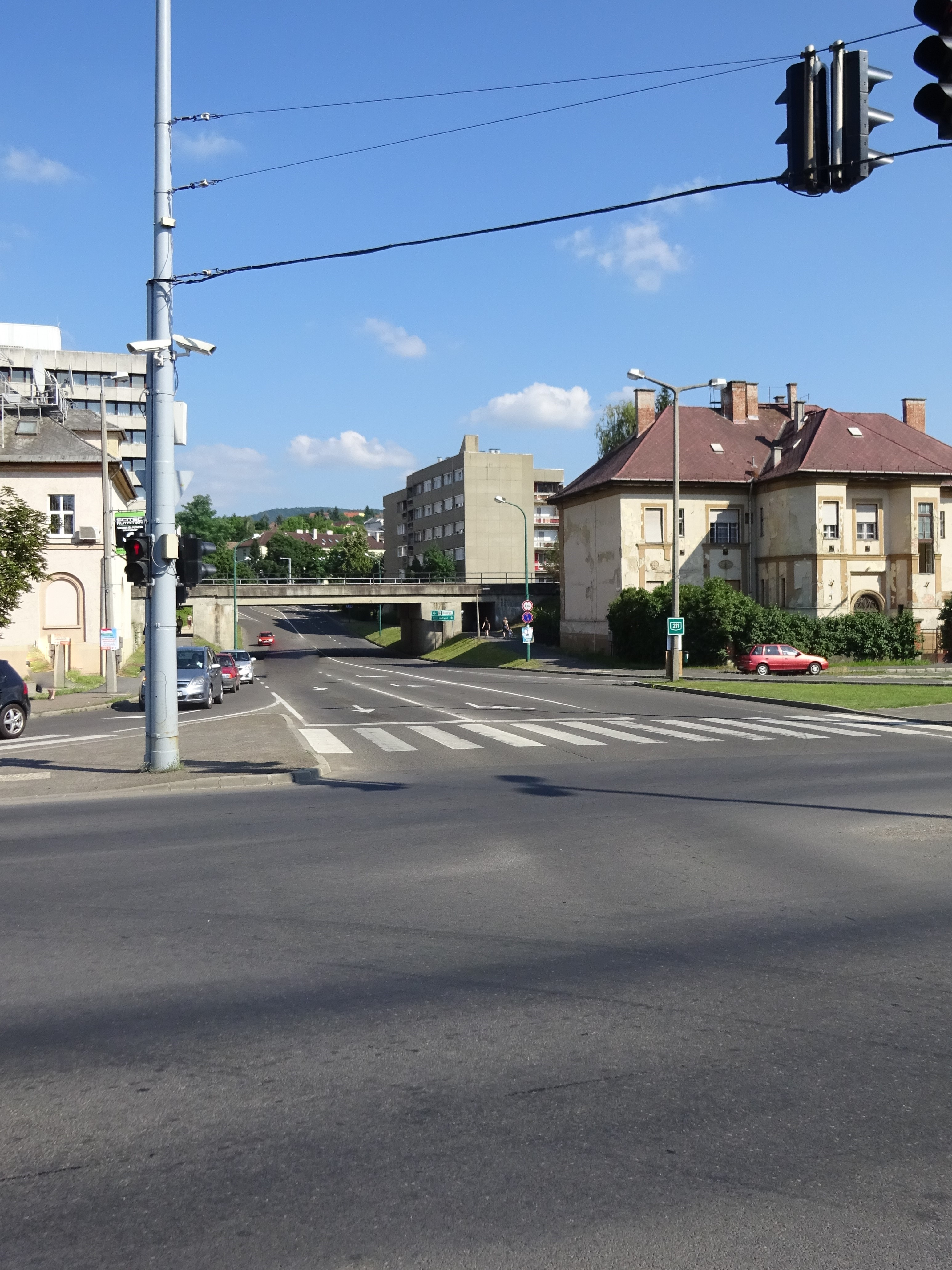
211-es főút: Die Bemstraße in Richtung Osten mit der Eisenbahnbrücke

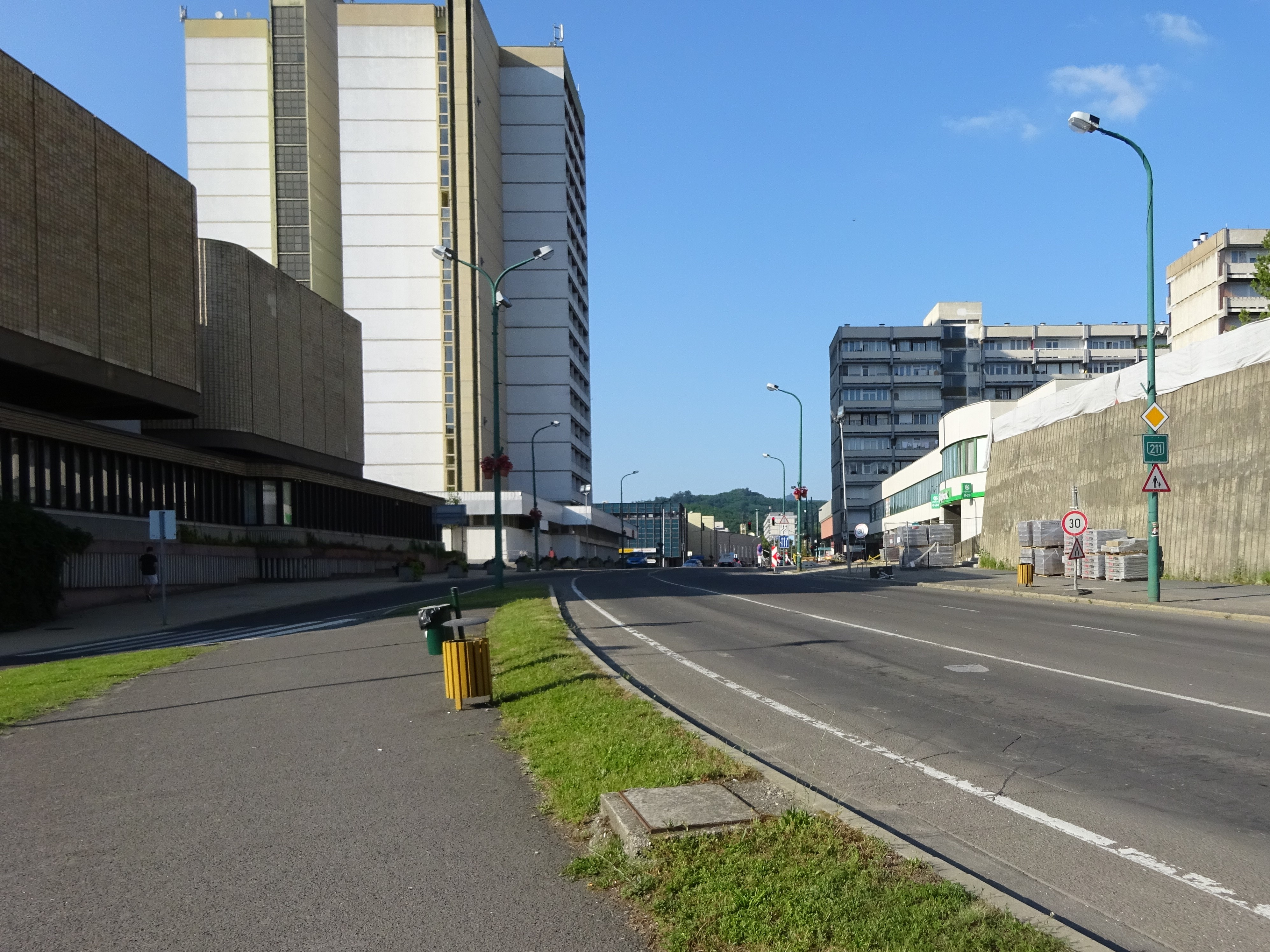
211-es főút: Die Rákóczistraße in Richtung Norden, ganz links das Béla-Dornyay-Museum

Die Straße beginnt an der Kreuzung Bajcsy-Zsilinszki-Straße Bemstraße und führt 200 m auf der Bemstraße (Bem út) in östliche Richtung. Am Museumsplatz geht die Landesstraße 211 in die  Rákóczistraße über und führt 900 m in nördliche Richtung bis zu einem Kreisverkehr. Nach dem Kreisverkehr quert die Straße den Bach Salgó und verläuft unter dem Namen  Füleker Straße weiterhin nach Norden, bis sie an einem Kreisverkehr wieder in die Straße 21 einmündet.

## Geschichte
Von 1976 bis 2008 wurde in Salgótarján ein Entlastungsstraße östlich der Landesstraße 21 gebaut. Sie wurde in der Stadt zuerst Neue 21 genannt und wurde dann zur Landesstraße 210 und war 6,6 km lang.
Mit Einführung des elektronischen Mautsystems am 1. Juli 2013 wurde die Landesstraße 210 zur Landesstraße 21 aufgewertet. Der damit abgewertete Teil der Landesstraße 21 wurde im Süden zur 3,5 km langen Straße 2307. Der nördliche Teil und 200 m der Bemstraße wurden zur Landesstraße 211.